# Lista de filmes portugueses de 1967
Lista de filmes portugueses de longa-metragem lançados comercialmente em Portugal em 1967, nas salas de cinema.
Notas: Na secção coprodução, passando o cursor sobre a bandeira aparecerá o nome do país correspondente.
| # | Filme                     | Realização        | Género         | Estreia       | Coprodução         |
| - | ------------------------- | ----------------- | -------------- | ------------- | ------------------ |
| 1 | Fim-de-Semana com a Morte | Julio Coll        | Ação, policial | 21 de abril   | Espanha · Alemanha |
| 2 | Mudar de Vida             | Paulo Rocha       | Drama          | 20 de abril   | —                  |
| 3 | Operação Dinamite         | Pedro Martins     | Ação           | 19 de abril   | —                  |
| 4 | Portugal de Hoje          | J.N. Pascal-Angot | Documentário   | 25 de maio    | —                  |
| 5 | Sete Balas Para Selma     | António de Macedo | Ação           | 3 de novembro | —                  |
| 6 | Uma Vontade Maior         | Carlos Tudela     | Drama          | 10 de outubro | —                  |